# Greoni
Greoni – wieś w Rumunii, w okręgu Caraș-Severin, w gminie Grădinari. W 2011 roku liczyła 884 mieszkańców. 